# Taverniera albida
Taverniera albida är en ärtväxtart som beskrevs av Mats Thulin. Taverniera albida ingår i släktet Taverniera och familjen ärtväxter. Inga underarter finns listade i Catalogue of Life.